# Brian Hatton

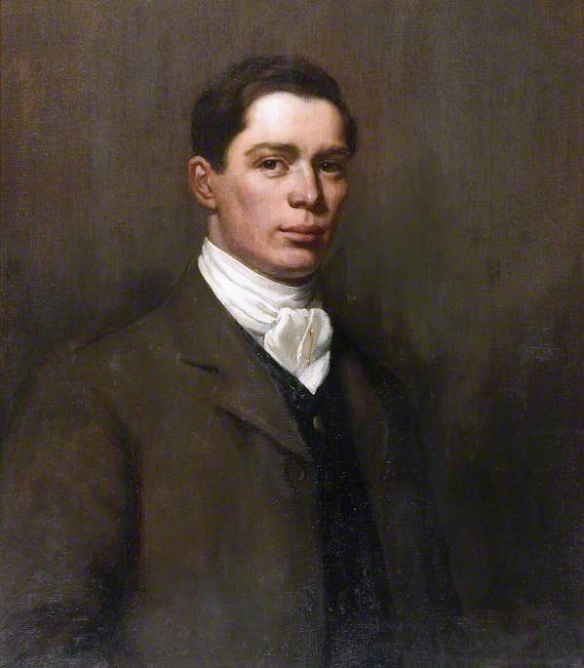
Brian Hatton (1887–1916), Selbstbildnis 1908

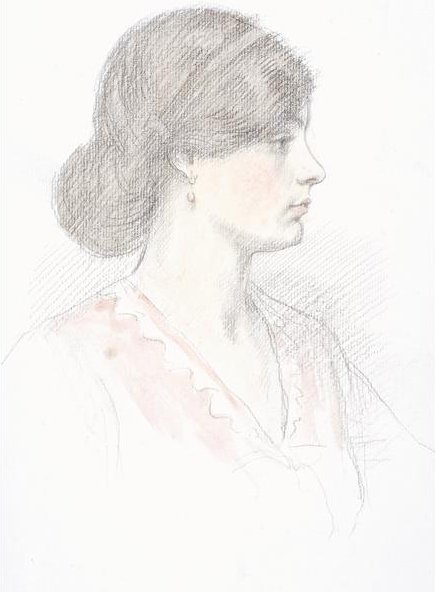
Lydia May Bidmead (1888–1984)

Brian Hatton (* 12. August 1887 in Hereford; † 23. April 1916 in Oghratina, Ägypten) war ein britischer Maler, der dem Realismus zugerechnet wurde.

## Herkunft
Seine Eltern waren Alfred Hatton (1856–1933) und seine Ehefrau Amelia Keay (1864–1909). Er hatte noch zwei Schwestern Ailsa Marr (1893–1949) und Marjorie (1895–1981). Sein Vater war wie auch sein Großvater im Lederhandel tätig.

## Leben
Brian Hatton zeigte schon als Kind sein außergewöhnliches Talent zu malen. 1895 erhielt er die Bronzemedaille der Royal Drawing Society (RDS) durch den Künstler George Frederic Watts. Watts begann ihn zu fördern, und bereits 1898 erhielt er die Goldmedaille aus der Hand der britischen Königstochter, Prinzessin Louise. Er begann, sich für Porträts zu interessieren und zeichnete oft seine jüngeren Geschwister, malte aber auch für die Prinzessin, die ihn und seine Mutter nach Kensington Palace einlud.
Von 1899 bis 1902 ging er auf die Grammar School in Swansea, wo er Extra-Zeit für das Malen erhielt. Von 1905 bis 1906 ging er in Oxford auf das Trinity College. In dieser Zeit lud ihn Prinzessin Alice ein, ihre Kinder auf Windsor Castle zu zeichnen. Mit finanzieller Hilfe seines Onkels Charles Marr ging er dann für ein Jahr auf die Kunstschule Hospitalfield House in Arbroath. Danach ging er nach St Ives und Newlyn und dann zusammen mit seinem Onkel nach Amsterdam und Den Haag, um von anderen Künstlern zu lernen.
Um 1908 kehrte er nach Herefordshire zurück und eröffnete ein Studio, wo er als Porträtmaler begann. 1908 konnte er als Zeichner an der Flinders Petrie Expedition nach Ägypten teilnehmen. 1910 ging er zur Académie Julian nach Paris, wo eines seiner Werke in Pariser Salon ausgestellt wurden.
Er kehrte nach Großbritannien zurück, zu seinem Vetter Geoffrey Vevers nach London. Er eröffnete mit Gerald Siordet, den er aus Oxford kannte, ein Studio. Er konnte eines seiner Bilder 1914 in der Sommerausstellung der Royal Academy of Arts platzieren. Das Bild wurde vom Royal Institute of Oil Painters mit Bewunderung zu Kenntnis genommen, und Hatton wurde zu ihrem Mitglied ernannt. Von John Masefield erhielt er den Auftrag das Buch The Everlasting Mercy zu illustrieren. Noch im gleichen Jahr ging er erneut nach Paris und machte dann mit seinem Onkel Ferien in Belgien.
Nach seiner Rückkehr stand der Erste Weltkrieg bevorn und er wurde am 4. September 1914 als Soldat der Worcester yeomanry eingezogen. Einen Monat später, am 5. November 1914, heiratete er seine Freundin, die Tanzlehrerin Lydia May Bidmead (* 1888). Hatton wurde zum Fernmelder (Signaller) ausgebildet und stieg zum Second Lieutenant auf. Er wurde kurz nach Geburt seiner Tochter nach Ägypten versetzt, da er das Land und die Sprache aus seinem vorhergehenden Aufenthalt kannte. Am 23. April 1916 befand er sich bei einer Pionier-Truppe, die bei Oghratina einen Brunnen anlegen sollte, als sie von türkischen Truppen überrascht wurden. Hatton war der beste Reiter der Truppe und sollte Verstärkung holen, dabei wurde er erschossen. Seine Leiche wurde später geborgen und auf dem Soldatenfriedhof in El Qantara beigesetzt. Oghratina liegt nahe dem Ort Katia an der Mittelmeerküste der Sinai-Halbinsel.

### Nachlass
Trotz seines kurzen Lebens hinterließ Hatton über 1000 Werke verschiedenster Art. Nach seinem Tod gab es 1926 in Walker’s Gallerie und 1955 in Leighton House zwei bedeutende Ausstellungen seiner Werke. Der größte Teil seiner Arbeiten wurde von der Witwe an das Hereford Museum gegeben. Besonders seine Schwester Marjorie machte sich um seine Andenken verdient. Sie gründete den Brian Hatton Trust, der die permanente Ausstellung seiner Werke finanzieren soll.

## Familie
Er heiratete am 5. November 1914 Lydia May Bidmead (* 1888; † 1984). Das Paar hatte eine Tochter:
- Mary Amelia (* September 1915; † 1980 Illinois, USA), Tänzerin ⚭ Cecil Shaler (1904–1962)

Die Witwe heiratet 1930 Angus Wilson aus Hereford, später zog sie nach Illinois zu ihrer Tochter, wo sie auch starb.